# Edoardo Mariani
Edoardo Mariani (ur. 5 marca 1893 w Mediolanie; zm. 7 stycznia 1956 w Pizie) – włoski piłkarz, grający na pozycji napastnika.

## Kariera piłkarska

### Kariera klubowa
W 1909 rozpoczął karierę piłkarską w miejscowym Milanie. Latem 1910 przeniósł się do Genoa CFC. W latach 1918–1920 znów bronił barw Milanu, po czym wrócił do Genoa CFC. W 1924 przeszedł do S.S. Lazio. W 1925 został piłkarzem Savony, gdzie zakończył karierę piłkarza w roku 1927.

### Kariera reprezentacyjna
17 marca 1912 debiutował w narodowej reprezentacji Włoch w meczu przeciwko Francji. Łącznie rozegrał 4 gry.

## Sukcesy i odznaczenia

### Sukcesy piłkarskie
Genoa CFC
- mistrz Włoch: 1914/15, 1922/23, 1923/24